# ASU-85空降自走炮
ASU-85空降驅逐戰車（俄語：Авиадесантнаясамоходнаяустановка，АСУ-85）是蘇聯在冷戰時期研發的一款傘兵用空降自走炮。

## 設計
ASU-85坦克歼击车由前苏联OKB-40设计局研發，项目工程代号“573工程”，主要基於PT-76兩棲戰車的底盘研發，用于取代早期缺少乘员保护的敞篷式ASU-57驅逐戰車。而其中改良最大的就是車體改成全封閉戰鬥室，較大的提高了乘員們的生存率。安托諾夫An-12或安托諾夫An-22可直接搭載進行空投或降落。

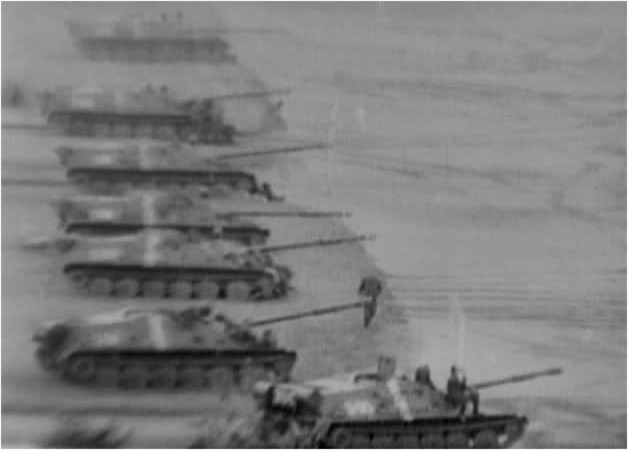
蘇聯空降兵使用ASU-85攻入捷克斯洛伐克

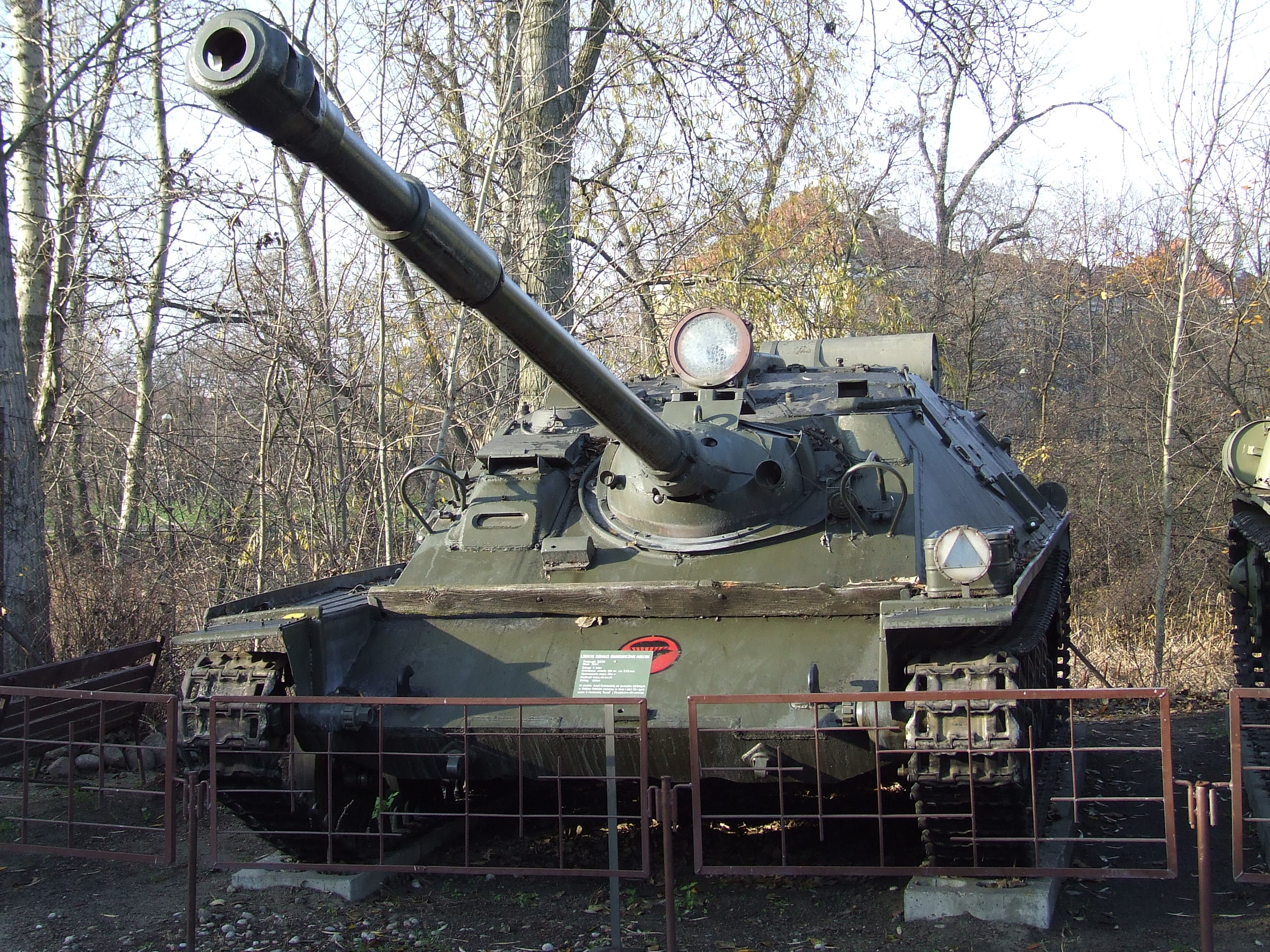
位於波蘭切爾尼亞庫夫展示的ASU-85

## 實戰使用
- 第三次中東戰爭
- 華約入侵捷克斯洛伐克
- 蘇阿戰爭
- 1979年中越戰爭

## 使用國家
- 苏联
- 埃及
- 越南
- 波蘭
- 东德

## 外部連結
- http://www.inetres.com/gp/military/cv/at/ASU-85.html（页面存档备份，存于）
- http://desantura.ru/articles/15/?PAGEN_1=3（页面存档备份，存于）
- Pictures（页面存档备份，存于）
- Pictures（页面存档备份，存于）
- Pictures of Kubinka vehicle
- Picture of ASU-85M on display（页面存档备份，存于）